# (7457) Veselov
(7457) Veselov est un astéroïde de la ceinture principale.

## Description
(7457) Veselov est un astéroïde de la ceinture principale. Il fut découvert le 16 septembre 1982 à Nauchnyj par Lioudmila Tchernykh. Il présente une orbite caractérisée par un demi-grand axe de 2,74 UA, une excentricité de 0,08 et une inclinaison de 5,4° par rapport à l'écliptique.

## Compléments